# Санта-Паолина
Санта-Паолина (итал. Santa Paolina) — коммуна в Италии, располагается в регионе Кампания, в провинции Авеллино.
Население составляет 1431 человек (2008 г.), плотность населения составляет 179 чел./км². Занимает площадь 8 км². Почтовый индекс — 83030. Телефонный код — 0825.
Покровительницей коммуны почитается святая Паулина, празднование 6 июня.

## Демография
Динамика населения:

## Администрация коммуны
- Официальный сайт: https://web.archive.org/web/20080621182907/http://www.comunesantapaolina.it/index.asp